# Rue Gasnier-Guy
La rue Gasnier-Guy se situe dans le 20e arrondissement de Paris.

## Situation et accès
Cette voie du 20e arrondissement commence au 28, rue des Partants et se termine à hauteur du 46, rue Sorbier. Elle a une longueur de 106 mètres et une largeur de 10 mètres. Avec 17%, elle est la plus grosse côte de la capitale .

## Origine du nom
La rue tire son nom de celui d'un ancien propriétaire local. 

## Historique
Cette voie est ouverte sous sa dénomination actuelle en 1856.

## Bâtiments remarquables et lieux de mémoire
La rue est la plus pentue de Paris avec 17,4 % de pente .

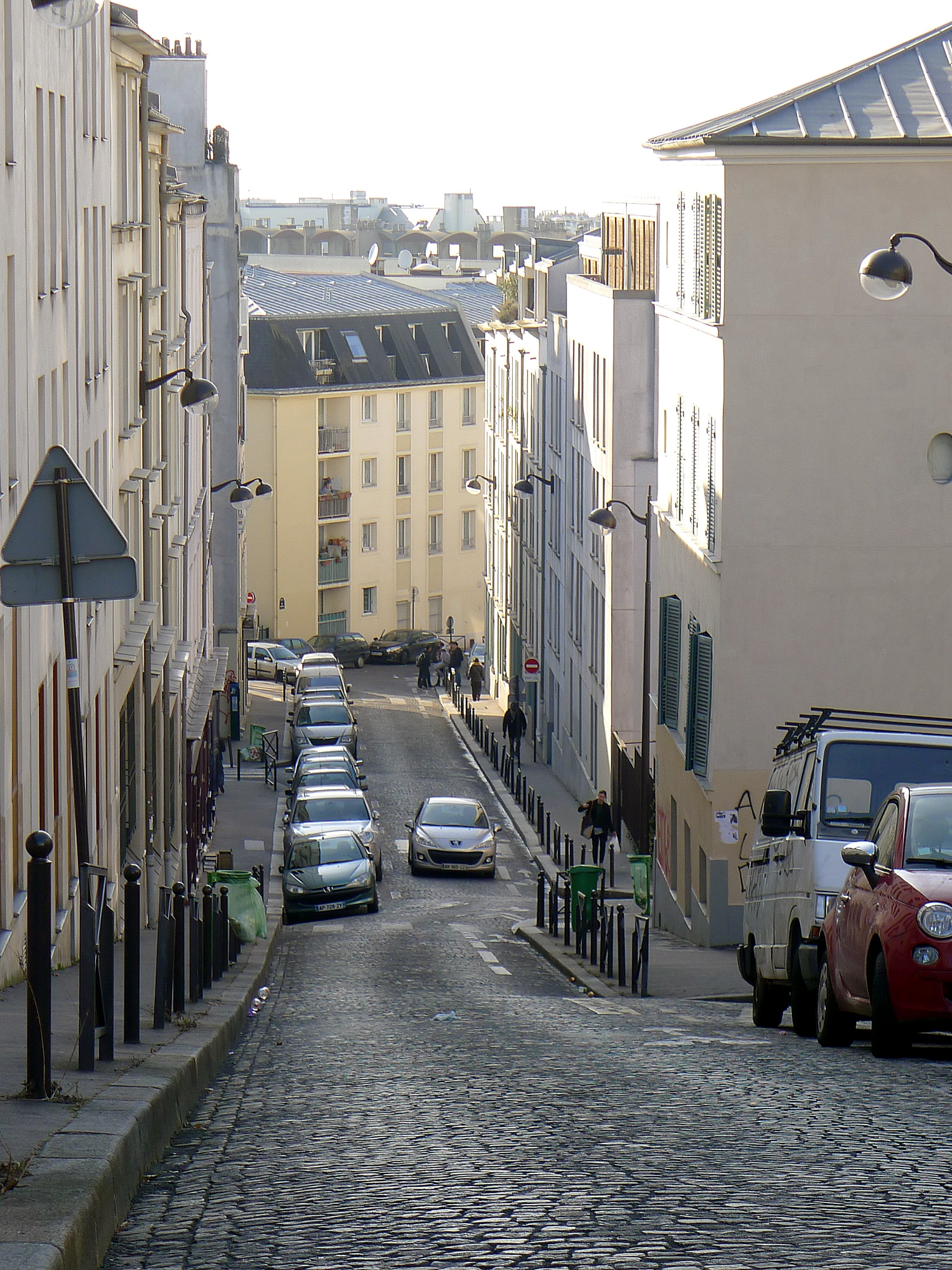
La rue avec sa forte pente.